# Ютазинский район
Ютазинский район (тат. Ютазы районы) — административно-территориальная единица и муниципальное образование (муниципальный район) в составе Республики Татарстан Российской Федерации. Административный центр — посёлок городского типа Уруссу. На начало 2020 года в районе проживало 20 248 человек. Из них городского населения — 10 633, сельского — 9615.
Образован в 1935 году, в 1958-м переименован в Урусский. В 1963 году упразднён. Восстановлен как Ютазинский в 1991 году путём выделения из состава Бавлинского района.
На территории района действуют промышленный парк «Урусский», а также опытно-экспериментальный машиностроительный завод «Тапарт», созданный по поручению президента республики Татарстан Рустама Минниханова для бывших работников ликвидированной Уруссинской ГРЭС.
На территории Ютазинского района расположен памятник природы «Урдалы-Тау» («Норная гора»).

## География
Находится на юго-востоке республики. Граничит с Азнакаевским, Бугульминским, Бавлинским районами Республики Татарстан и с Башкортостаном (Туймазинским и Шаранским районами, городским округом Октябрьским). Крупнейшие реки, протекающие по территории района: Ик (приток Камы), Ютаза, Дымка (приток Ика).

## Герб и флаг
|  | В зелёном поле серебряный жаворонок с распростёртыми крыльями, сидящий на выходящей фигуре в виде лазоревого узорного купола, окаймлённого серебром и обременённого также выходящим золотым солнцем (без изображения лица).Геральдическое описание герба |

Главной фигурой герба является жаворонок. Он указывает на юго-восточное местоположение района, так как является символом рассвета, пробуждения, красоты. Золотое солнце олицетворяет жизнь, энергию и тепло. Следование местным традициям показывает узорный купол, который напоминает традиционные татарские орнаменты. Цвета также имеют своё значение: золотой (жёлтый) является символом богатства, интеллекта, уважения, постоянства; серебряный — совершенство, благородство, взаимопонимание; зелёный — надежды, природы, здоровья, жизненного роста, лазурный — истины, чести и добродетели.
Флаг района разработан на основе герба. Он представляет собой прямоугольник с отношением ширины к длине 2:3. На зелёном фоне по центру расположены серо-белый жаворонок на голубом куполе, обрамлённом белой полосой. Внутри — жёлтое солнце.

## История

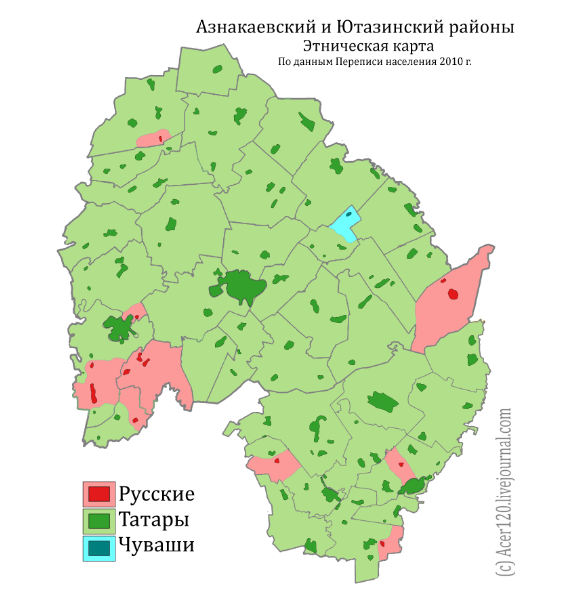
Этническая карта Азнакаевского и Ютазинского районов

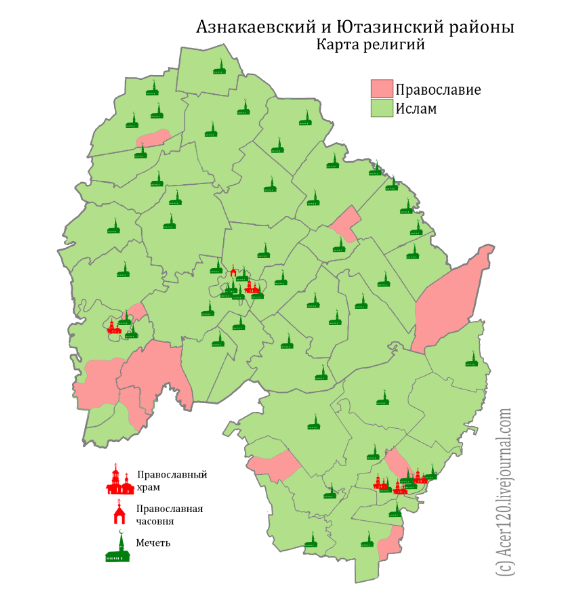
Религиозная карта Азнакаевского и Ютазинского районов

### Становление
До 1920 года территория района находилась в Бугульминском уезде Самарской губернии. В 1920 году уезд преобразовали в одноимённый кантон в составе новообразованной Татарской АССР. В июле 1930 года закончилась территориальная реформа, когда все кантоны Татарской АССР были упразднены, вместо них были созданы районы, территорию нынешнего Ютазинского района передали в Бавлинский, а как самостоятельную муниципально-административную единицу с современным названием выделили в 1935 году. В 1958-м центр района перенесли из села Ютаза в рабочий посёлок Уруссу, где с 1944 по 2017 года работало градообразующее предприятие — Уруссинская ГРЭС, тогда же район переименовали в Урусский и добавил часть упразднённого Тумутукского района. В 1963 году Урусский район упразднили. Ютазинский район окончательно восстановили в 1991 году путём выделения из состава Бавлинского района.

### Современность
В 2005 году главой администрации Ютазинского района назначили Алмаса Сахапова. Всего год — с октября 2010-го по декабрь 2011-го — район возглавлял Марсель Шайдуллин, которого назначили на должность руководителя исполкома Азнакаевского района. А главой Ютазинского района стал Рустем Нуриев, который полноценно вступил в должность в 2012-м и занимал её до назначения исполнителем обязанностей в Елабужском районе в 2019 году. В сентябре 2019 года ВРИО руководителя района стал Аяз Шафигуллин, которого избрали на должность главы района в сентябре 2020-го.

## Население
В городских условиях (пгт Уруссу) проживают 52,3 % населения района.
Национальный состав (по переписи 2020 года из числа указавших национальность): татары — 72,5 %, русские — 23,1 %, представители других национальностей — 4,4 %.
| 2002    | 2003    | 2004    | 2005    | 2006    | 2007    | 2008    |
| ------- | ------- | ------- | ------- | ------- | ------- | ------- |
| 23 277  | ↗24 300 | ↘23 200 | ↘22 950 | ↘22 824 | ↘22 821 | ↘22 674 |
| 2009    | 2010    | 2011    | 2012    | 2013    | 2014    | 2015    |
| →22 674 | ↘21 615 | ↘21 576 | ↘21 427 | ↘21 390 | ↘21 214 | ↘21 094 |
| 2016    | 2017    | 2018    | 2019    | 2021    |         |         |
| ↘20 965 | ↘20 735 | ↘20 539 | ↘20 316 | ↘20 116 |         |         |

## Муниципально-территориальное устройство
В Ютазинском муниципальном районе 1 городское и 10 сельских поселений и 38 населённых пунктов в их составе.
| №        | Муниципальное образование             | Административный центр | Количество населённых пунктов | Население | Площадь, км² | Плотность населения | Национальный состав (2010)  |
| -------- | ------------------------------------- | ---------------------- | ----------------------------- | --------- | ------------ | ------------------- | --------------------------- |
| 1e-06    | Городское поселение                   |                        |                               |           |              |                     |                             |
| 1        | посёлок городского типа Уруссу        | пгт Уруссу             | 1                             | ↘10 520   | 6,31         | 1667.2              | татары-59,7%, русские-35,2% |
| 1.000002 | Сельские поселения                    |                        |                               |           |              |                     |                             |
| 2        | Абсалямовское сельское поселение      | село Абсалямово        | 2                             | ↘767      | 8,53         | 89.9                | татары-89,1%, русские-6,3%  |
| 3        | Акбашское сельское поселение          | село Акбаш             | 2                             | ↘395      | 67,19        | 5.9                 | татары-97,8%                |
| 4        | Байрякинское сельское поселение       | село Байряка           | 1                             | ↘1156     | 110,51       | 10.5                | татары-98,4%                |
| 5        | Байряки-Тамакское сельское поселение  | село Байряки-Тамак     | 3                             | ↘713      | 81,17        | 8.8                 | татары-84,1%, русские-10,3% |
| 6        | Дым-Тамакское сельское поселение      | село Дым-Тамак         | 6                             | ↘1109     | 81,48        | 13.6                | татары-79,0%, русские-14,7% |
| 7        | Каракашлинское сельское поселение     | село Каракашлы         | 6                             | ↘986      | 120,13       | 8.2                 | татары-91,7%, русские-6,0%  |
| 8        | Старокаразерикское сельское поселение | село Старый Каразерик  | 2                             | ↘629      | 61,61        | 10.2                | татары-96,9%                |
| 9        | Ташкичуйское сельское поселение       | деревня Малые Уруссу   | 4                             | ↘628      | 65,87        | 9.5                 | татары-97,8%                |
| 10       | Уруссинское сельское поселение        | село Старые Уруссу     | 5                             | ↗1335     | 85,65        | 15.6                | татары-95,4%                |
| 11       | Ютазинское сельское поселение         | село Ютаза             | 6                             | ↘2270     | 72,12        | 31.5                | татары-80,4%, русские-15,4% |

| №  | Населённый пункт           | Тип                               | Население | Муниципальное образование             |
| -- | -------------------------- | --------------------------------- | --------- | ------------------------------------- |
| 1  | Абсалямово                 | посёлок железнодорожного разъезда |           | Абсалямовское сельское поселение      |
| 2  | Абсалямово                 | село                              |           | Абсалямовское сельское поселение      |
| 3  | Акбаш                      | село                              |           | Акбашское сельское поселение          |
| 4  | Акса-Куль                  | посёлок                           |           | Уруссинское сельское поселение        |
| 5  | Ак-Чишма                   | деревня                           |           | Каракашлинское сельское поселение     |
| 6  | Ак-Юл                      | деревня                           |           | Дым-Тамакское сельское поселение      |
| 7  | Алабакуль                  | деревня                           |           | Дым-Тамакское сельское поселение      |
| 8  | Алма-Ата                   | деревня                           |           | Ютазинское сельское поселение         |
| 9  | Байларово                  | село                              |           | Уруссинское сельское поселение        |
| 10 | Байряка                    | село                              | ↘1178     | Байрякинское сельское поселение       |
| 11 | Байрякино                  | посёлок железнодорожного разъезда |           | Каракашлинское сельское поселение     |
| 12 | Байряки-Тамак              | село                              |           | Байряки-Тамакское сельское поселение  |
| 13 | Биек-Тау                   | посёлок                           |           | Ташкичуйское сельское поселение       |
| 14 | Дым-Тамак                  | село                              |           | Дым-Тамакское сельское поселение      |
| 15 | Екатериновка               | посёлок                           |           | Дым-Тамакское сельское поселение      |
| 16 | Еновка                     | деревня                           |           | Акбашское сельское поселение          |
| 17 | Ик                         | деревня                           |           | Ютазинское сельское поселение         |
| 18 | Исметьево                  | посёлок железнодорожного разъезда |           | Уруссинское сельское поселение        |
| 19 | Каклы-Куль                 | деревня                           |           | Уруссинское сельское поселение        |
| 20 | Каракашлы                  | посёлок железнодорожного разъезда |           | Каракашлинское сельское поселение     |
| 21 | Каракашлы                  | село                              |           | Каракашлинское сельское поселение     |
| 22 | Каркале                    | деревня                           |           | Ютазинское сельское поселение         |
| 23 | Кряш-Буляк                 | село                              |           | Байряки-Тамакское сельское поселение  |
| 24 | Малиновка                  | посёлок                           |           | Ютазинское сельское поселение         |
| 25 | Малые Уруссу               | деревня                           |           | Ташкичуйское сельское поселение       |
| 26 | Новый Каразерик            | деревня                           |           | Старокаразерикское сельское поселение |
| 27 | Подгорный                  | посёлок                           |           | Байряки-Тамакское сельское поселение  |
| 28 | Салкын-Чишма               | деревня                           |           | Каракашлинское сельское поселение     |
| 29 | Старые Уруссу              | село                              |           | Уруссинское сельское поселение        |
| 30 | Старый Каразерик           | село                              |           | Старокаразерикское сельское поселение |
| 31 | Тарлау                     | деревня                           |           | Дым-Тамакское сельское поселение      |
| 32 | Таш-Кичу                   | деревня                           |           | Ташкичуйское сельское поселение       |
| 33 | Урал                       | посёлок                           |           | Каракашлинское сельское поселение     |
| 34 | Уруссу                     | пгт                               | ↘10 520   | посёлок городского типа Уруссу        |
| 35 | Хуррият                    | деревня                           |           | Ташкичуйское сельское поселение       |
| 36 | Ютаза                      | село                              |           | Ютазинское сельское поселение         |
| 37 | Ютазинской кумысолечебницы | посёлок                           |           | Ютазинское сельское поселение         |
| 38 | Яссы-Тугай                 | деревня                           |           | Дым-Тамакское сельское поселение      |

## Экономика

### Промышленность
Одним из крупнейших промышленных предприятий в районе является «Апсалямовский комбинат строительных конструкций и материалов» площадью более 33 га и производственной мощностью 70 тыс. м³ железобетонных изделий в год. Другие ведущие районные предприятия — Уруссинский химический завод (производство химических реагентов), «Электросоединитель» (производство электрических соединителей), «Уруссинское предприятие нерудных материалов», «Бетон+», «Транспорт», «Волма-Абсалямово» (производство гипсокартонных листов и пазогребневых плит), «Ютазинский элеватор». Одно из основных предприятий района — «Уруссинский электромеханический завод» —обанкротилось в марте 2020 года.
В 2014-м на территории района открыли промышленную площадку «Уруссу». В октябре 2017 года на основе площадки создали одноимённый промышленный парк с экономическими льготами для резидентов. Например, субсидирование затрат на покупку или аренду площадей на территории парка и приобретение оборудования составляет 25 % и 50 % от общей суммы соответственно. К 2019 году на площадке работало 11 резидентов, изготавливающих керамзитные блоки, корпусную мебель, пластиковые изделия, пиломатериалы, химическую продукцию, реализующие мясо свинины и говядины и другие предприятия.
В 2017 году по поручению президента республики Татарстан Рустама Минниханова компании «Татнефть» и «Пакер» создали опытно-экспериментальный машиностроительный завод «Тапарт», чтобы трудоустроить бывших сотрудников закрытой Уруссинской ГРЭС. В сентябре 2020 года закончилась первая очередь строительства объекта.
С января по сентябрь 2020 года районные компании отгрузили товаров собственного производства почти на 2,9 млрд рублей (за весь 2013-й сумма составила 3,27 млрд).

### Сельское хозяйство
Земли сельскохозяйственного назначения занимают более 52 тыс. га, из них пашни расположены почти на 39 га. Основные возделываемые зерновые культуры: яровая пшеница, озимая рожь, ячмень, овёс, гречиха, горох. Почти 50 % посевных площадей занимают зерновые культуры. В 2011 году собрали 54,3 тысячи тонн зерна, урожайность на посевную площадь составила 28,1 ц/га, на август 2020-го — 17,8 тонн, урожайность 43,2 ц/га. Основные отрасли животноводства — мясомолочное скотоводство и свиноводство. Плотность поголовья скота составляет 26 голов на 100 га. Крупными предприятиями, которые занимаются сельским хозяйством в районе являются «АгроМир», «Предприятие имени Тукая», «Нур-Агро», «Тан». Из более чем 150 крестьянско-фермерских хозяйств по уровню развития выделяют «Алма-Ата» (по названию деревни), Вафаулин Альберт и Набиуллин Ильдус.
В первом полугодии 2020 года валовая продукция сельского хозяйства составила 329 млн рублей. За весь 2013-й этот показатель был 810 млн.

### Инвестиционный потенциал
По данным на февраль 2020 года валовый территориальный продукт составил 8,7 млрд рублей, что составило 104 % к уровню 2018 года в сопоставимых ценах.
В период с 2010 по 2020 год соотношение среднемесячной заработной платы к минимальному потребительскому бюджету выросло с 1,76 до 2,22 раз. При этом в 2010-м средняя заработная плата составляла около 12,7 тысяч рублей, а к 2020-му возросла до 33 тысяч. Уровень безработицы с 2010 по 2020 года увеличился с 1,34 % до 2,5 % при среднем региональном показателе 3,78.
Согласно оценке Комитета Республики Татарстан по социально-экономическому мониторингу, инвестиции в основной капитал Ютазинского района (полный круг хозяйствующих субъектов) в первом полугодии 2020-го составили почти 700 млн рублей, или 0,3 % от общего объёма инвестиций в Татарстане. Больше всего инвестируют в обеспечение электрической энергией, газом или паром (почти 42 млн рублей), обрабатывающие производства (больше 23 млн), транспортировку и хранение (12,6 млн). По данным Федеральной службы госстатистики республики, за 2019 год в Ютазинский район было привлечено почти 529 млн рублей инвестиций (кроме бюджетных средств и доходов от субъектов малого предпринимательства), а в 2018-м — 219 млн.

### Жилищный фонд
|                                           | 2018 год | 2018 год | 2018 год | 2018 год | 2019 год | 2019 год | 2019 год | 2019 год | 2020 год (январь-июнь) | 2020 год (январь-июнь) | 2020 год (январь-июнь) | 2020 год (январь-июнь) |
| ----------------------------------------- | -------- | -------- | -------- | -------- | -------- | -------- | -------- | -------- | ---------------------- | ---------------------- | ---------------------- | ---------------------- |
| кв.м                                      | %        | в РТ     | в РТ     | кв.м     | %        | в РТ     | в РТ     | кв.м     | %                      | в РТ                   | в РТ                   |                        |
| кв.м                                      | %        | кв.м     | % района | кв.м     | %        | кв.м     | % района | кв.м     | %                      | кв.м                   | % района               |                        |
| Всего                                     | 10041    | 100      | 2409949  | 0,42     | 11038    | 100      | 2675529  | 0,41     | 8448                   | 100                    | 1353428                | 0,62                   |
| В том числе предприятиями и организациями | 2324     | 23,15    | 1301195  | 0,18     | -        | -        | 1569808  | -        | -                      | -                      | 551485                 | -                      |
| В том числе населением                    | 7717     | 76,85    | 1108754  | 0,70     | 11038    | 100      | 1105721  | 1,00     | 8448                   | 100                    | 801943                 | 1,05                   |

### Транспорт
Основные автодороги района: 16К-0025 «Азнакаево — Ютаза — М-5 „Урал“», 16К-1710 «Уруссу — Октябрьский», «Уруссу — Ютаза — Бугульма». Общая протяжённость сети автомобильных дорог составляет 400 км, из них регионального значения — 195,6, местного — 204,4 км. В районе 185,38 км дорог с твёрдым покрытием. По территории района проходит железнодорожная линия «Инза — Чишмы» Куйбышевской железной дороги, также расположена железнодорожная ветка «Уруссу — Нарышево» (город Октябрьский).

## Экология
На территории Ютазинского района расположен памятник природы «Урдалы-Тау» («Норная гора»), созданный в 1972 году. В нём представлены 76 видов травянистых растений, которые характерны для луговых степей, 19 видов типичных для каменистых степей и 9 видов — для сосновых лесов. Также есть представители, которые занесены в Красную книгу Республики Татарстан. Например, шалфей поникающий, шаровница точечная, лён многолетний, миндаль низкий. Из животных наиболее распространены ящерица прыткая, трясогузка жёлтая, суслик рыжеватый, тушканчик большой.
В 2020 году на территории Дым-Тамакского поселения обнаружили нелегальное размещение и захоронение нефтесодержащих продуктов на территории площадью 356 м².

## Социальная сфера
На территории района работают 21 детский сад, 17 школ, Центр детского творчества, районный Дом культуры с 21 филиалами в различных сёлах района и Центральная библиотечная система с 19 филиалами . Районное здравоохранение представлено Уруссинской центральной районной больницей, двумя врачебными амбулаториями и 17 фельдшерско-акушерскими пунктами.